# Sphaeriumvormige erwtenmossel
De sphaeriumvormige erwtenmossel (Euglesa pseudosphaerium) is een zoetwater tweekleppigensoort uit de familie van de Sphaeriidae. De wetenschappelijke naam van de soort werd in 1927 voor het eerst geldig gepubliceerd door Jules Favre. Deze soort is inheems in Europa en komt ook in Nederland voor.

## Beschrijving
De 2,5 tot 3,2 mm grote schelp van de sphaeriumvormige erwtenmossel heeft een afgeplatte, regelmatige, licht gehoekte ovale vorm met lage centrale umbo's. Het oppervlak is zijdeachtig met zeer fijne concentrische strepen. In kleur is het strogeel met verspreide roodbruine afzettingen.
Euglesa:
casertana · 
compressa · 
conventus · 
edlaueri · 
globularis · 
henslowana · 
hinzi · 
lilljeborgi · 
maasseni · 
pulchella · 
subtruncata · 
waldeni

Odhneripisidium:
annandalei · 
moitessierianum · 
stewarti · 
tenuilineatum

Musculium:
lacustre · 
†subtile · 
transversum

Pisidium:
amnicum · 
†clessini · 
hibernicum · 
milium · 
nitidum · 
obtusalis · 
obtusale obtusale · 
obtusale lapponicum · 
personatum · 
pseudosphaerium · 
supinum

Sphaerium:
asiaticum · 
corneum · 
†icenicum · 
nitidum · 
nucleus · 
ovale · 
rivicola · 
†rosmalense · 
solidum · 
†subsolidum